# Trebichava
Trebichava é um município da Eslováquia, situado no distrito de Bánovce nad Bebravou, na região de Trenčín. Tem 11,77 km² de área e sua população em 2018 foi estimada em 35 habitantes.

## Demografia
| Ano:        | 1994 | 2004    | 2014   | 2024   |
| ----------- | ---- | ------- | ------ | ------ |
| Broj ljudi: | 65   | 38      | 39     | 36     |
| Razlika:    |      | -41,53% | +2,63% | -7,69% |

| Ano:               | 2023 | 2024 |
| ------------------ | ---- | ---- |
| Número de pessoas: | 36   | 36   |
| Diferença:         |      | +0%  |